# Форд, Уолтон
Уолтон Форд (англ. Walton Ford, род. 1960, Нью-Йорк) — современный американский художник-натуралист, продолжатель традиций Джона Джеймса Одюбона.

## Биография и творчество
Уолтон Форд родился в 1960 году в Нью-Йорке. Закончил Rhode Island School of Design с намерением посвятить себя кино, но позднее реализовал свой талант рассказчика в живописи (акварелях большого размера). Его работы — смесь естественной истории с социальным и экологическим ландшафтом. Каждый из «портретов» какого-либо животного выглядит сложной символической системой, где художник выступает в роли шутника и эрудита. Уолтон Форд является обладателем ряда национальных наград, в том числе стипендий Фонда Гуггенхайма и Национального фонда искусств. Работы Уолтона Форда технически безупречны и визуально захватывают. Его детальные, в натуральную величину изображения животных напоминают рисунки прошлого столетия, посвящённые естественной истории. Сам Форд называет орнитолога Джона Одюбона, создателя легендарной серии «Птицы Америки», своим вдохновителем. Интерес Форда к этой технике обусловлен не простым восхищением. Он использует это для создания сложных аллегорий с абсурдным юмором. Его образы полны сюрпризов: сцены часто выглядят брутальными или комичными. В Falling Bough (2002) большая стая голубей сидит на ветке, которая находится в воздухе между падением и сюрреалистичным зависанием. Форд привлекает внимание к своим часто очень специфическим и аллегорическим связям в написанных от руки комментариях — Дюрер играет роль в Loss of the Lisbon Rhinoceros (недоступная ссылка) (2008), например, а Хемингуэй вовлечён в Lost Trophy (2005). Живописная серия, которая включает Jack on his Deathbed (2005) демонстрирует карикатурное почтение путешественнику и натуралисту XIX века, который делил свой дом с сорока обезьянами и даже составил обезьяний словарь. В этой комедии смены ролей, актёры Форда — протагонисты ненатуральной природы.